# Laboratoire Paul Painlevé
 (août 2020).
Le laboratoire Paul-Painlevé est un laboratoire de recherche en mathématiques du CNRS et de l'université de Lille. Il comprend 135 membres permanents et 40 non permanents[Quand ?]. Il est partenaire du Labex CEMPI[Quoi ?].
Le nom du laboratoire rend hommage à Paul Painlevé, qui fut professeur à la faculté des sciences de Lille à la fin du XIXe siècle.

## Axes de recherche
Le laboratoire est constitué de cinq équipes de recherche opérant dans les domaines suivants des mathématiques pures et appliquées : 
- Analyse
- Analyse numérique et équations aux dérivées partielles
- Arithmétique et géométrie algébrique
- Géométrie et topologie
- Probabilités et statistiques

Les équipes du laboratoire coopèrent avec d'autres équipes régionales, nationales et internationales[Lesquels ?].